# Waps, le chien qui parle
Pour plus de détails, voir Fiche technique et Distribution.
Waps, le chien qui parle (Paws) est un film indépendant australo-britannique réalisé par Karl Zwicky, sorti le 25 septembre 1997 en Australie et tourné à Sydney.
Le film met en vedette Nathan Cavaleri, un guitariste de 15 ans, et ses aventures avec PC, un Jack-Russell qui parle (et dont la voix est celle du comédien Billy Connolly). Le chien est un pro de l'informatique et le duo doit empêcher une précieuse disquette de tomber dans de mauvaises mains.

## Fiche technique
- Titre : Waps, le chien qui parle
- Titre original : Paws
- Réalisation : Karl Zwicky
- Scénario : Harry Cripps et Karl Zwicky, sur une idée originale de Stephen Dando-Collins
- Musique : Mario Millo
- Photographie : Geoff Burton
- Montage : Nicholas Holmes
- Production : Andrena Finlay et Vicki Watson
- Société de production : Australian Film Finance Corporation (en), Latent Image Productions et Polygram Filmed Entertainment
- Pays :  Australie et  Royaume-Uni
- Genre : Comédie d'aventure, fantastique
- Durée : 83 minutes
- Dates de sortie : 
  -  Australie : 25 septembre 1997

## Distribution
- Billy Connolly : voix de PC
- Nathan Cavaleri : Zac
- Emilie François : Samantha
- Sandy Gore : Anja
- Joe Petruzzi : Stephen
- Caroline Gillmer : Susie
- Rachael Blake : Amy
- Norman Kaye : Alex
- Freyja Meere : Binby
- Kevin Golsby : le Commentateur
- Rebel Penfold-Russell : Carla
- Alyssa-Jane Cook : Trish
- Daniel Kellie : Puck
- Matthew Krok : Bottom
- Gezelle Byrnes : Agnes
- Richard Carter : le propriétaire du café
- Ben Connolly : Billy
- Charles Conway : le prêtre
- Julie Godfrey : sœur Deidre
- Denni Gordon : le toiletteur
- Heath Ledger : Oberon
- David Nettheim : Rabbi
- Nick White : le père de Zac